# Cordeiro
Cordeiro es un municipio brasileño del estado de Río de Janeiro. Se localiza a una latitud 22º01'43" sur y a una longitud 42º21'39" oeste, estando a una altitud de 485 metros. Su población estimada en 2009 era de 19.902 habitantes. Posee un área de 116,38 km².

## Turismo
En el aspecto turístico, Cordeiro es conocida en todo el estado debido a la exposición agropecuaria, industrial y comercial que todos los años sucede en el Parque Raul Veiga, uno de los mejores del país. 